# IV Congresso dei Soviet dell'Unione Sovietica
Il IV Congresso dei Soviet dell'Unione Sovietica si tenne nel 1927. I bolscevichi ottennero 1162 seggi su 1603.

## Svolgimento delle elezioni
Le elezioni si tennero ad aprile, sebbene inizialmente fossero state programmate per il 1º gennaio, in un sistema monopartitico, siccome il Partito Comunista di tutta l'Unione (bolscevico) era l'unico legale. La campagna elettorale fu comunque caratterizzata da manifestazioni di dissenso, con i trotskisti che lamentavano la perdita del "controllo dei corpi legislativi" da parte del partito.
Alcuni nelle campagne cercarono di sollevare il risentimento popolare contro il partito, ma il tentativo non ebbe successo poiché i religiosi, come preti e diaconi, ottennero il diritto di votare alle elezioni, mentre ad alcuni fu tolta la cittadinanza a causa dell'opposizione agli obiettivi dell'URSS.
All'indomani delle elezioni, furono registrati un avvicinamento al governo da parte dei contadini e l'ottenimento di una maggiore rappresentanza da parte della popolazione ebraica.
H. N. Brailsford, nel suo libro Come funzionano i soviet, descrisse il funzionamento delle elezioni:
 "Si stavano svolgendo le elezioni generali in Russia durante il mio soggiorno quest'anno. A parte i rapporti sui giornali, difficilmente lo si sarebbe sospettato... Non c'è organizzazione che possa compilare una lista alternativa di candidati, e se per disgrazia ciò stesse per succedere in un'area elettorale, non ci sarebbero i preparativi... Non si stabilisce alcun grande obiettivo di politica alle elezioni dei soviet... L'affare delle elezioni serve piuttosto a scegliere le persone che si assumeranno giorno per giorno l'amministrazione. L'intera struttura dei soviet si presta naturalmente a questa limitazione... I soviet delle città e dei comuni, che sono eletti direttamente, sono autorità municipali il cui raggio d'azione e i cui metodi non differiscono granché da quelli dei corpi municipali altrove... L'atmosfera delle elezioni per i soviet a Mosca è, pertanto, più simile a quella di un'elezione municipale inglese che a quella delle elezioni parlamentari generali... L'atmosfera delle elezioni e dei dibattiti nei soviet stessi, invece, è stranamente lontana dalla politica per come è concepita dalle democrazie occidentali. Una grande famiglia, animata da un solo proposito, siede in queste occasioni per amministrare la sua proprietà comune... L'ultima fase delle elezioni russe è l'incontro generale che accetta i candidati ed affida loro il mandato... Penso che in qualunque occasione si sarebbe raggiunta l'unanimità, e questo è appunto l'obiettivo delle elezioni in Russia."
Il Congresso elesse il Comitato esecutivo centrale dell'URSS, scegliendo 135 membri effettivi e 63 candidati per il Soviet delle Nazionalità e 450 membri effettivi e 170 candidati per il Soviet dell'Unione.